# Whitnash
Whitnash este un oraș în comitatul Warwickshire, regiunea West Midlands, Anglia. Orașul se află în districtul Warwick.